# 让桑陨击坑

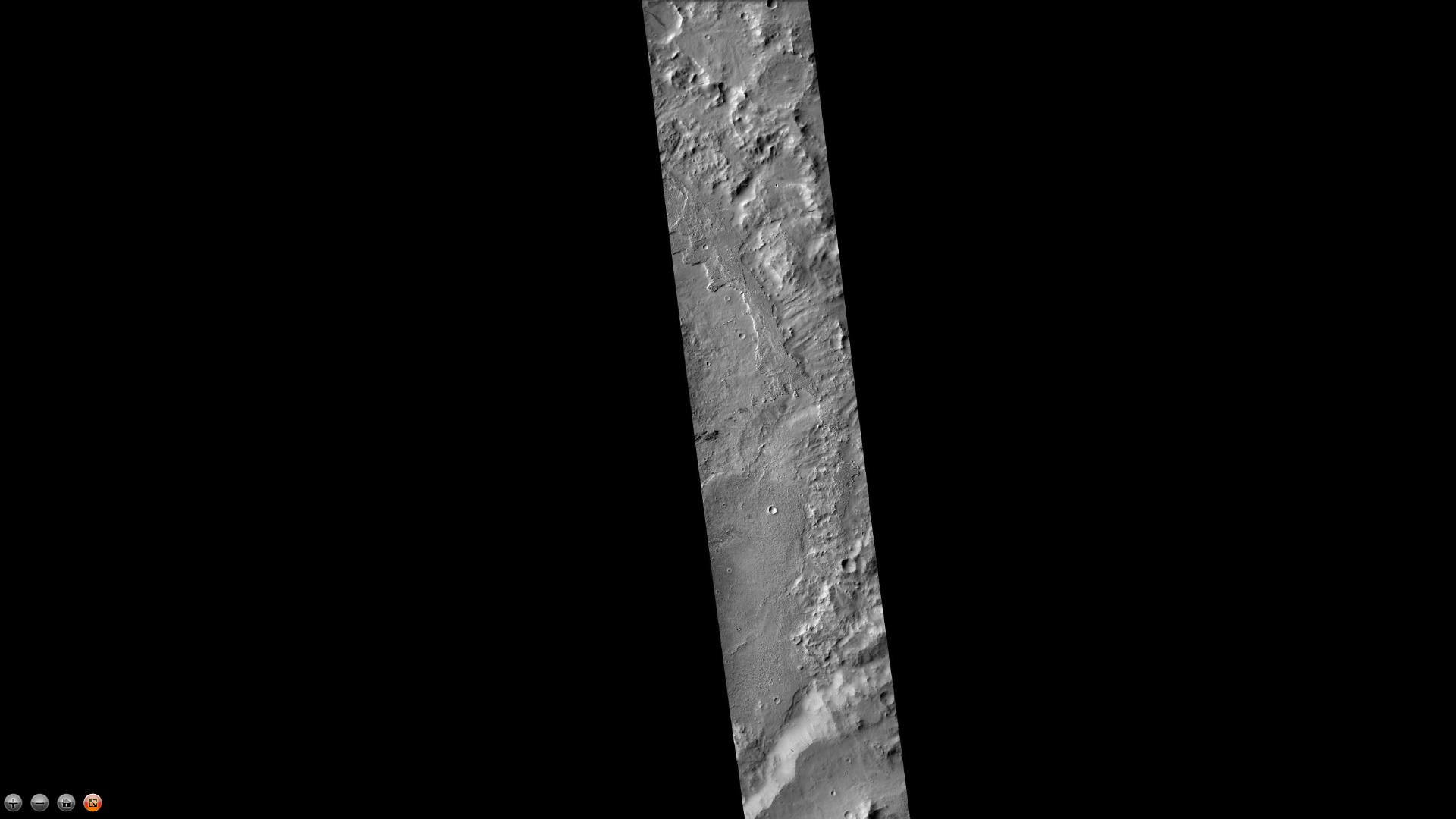
火星勘测轨道飞行器背景相机拍摄的让桑陨击坑东侧边缘。

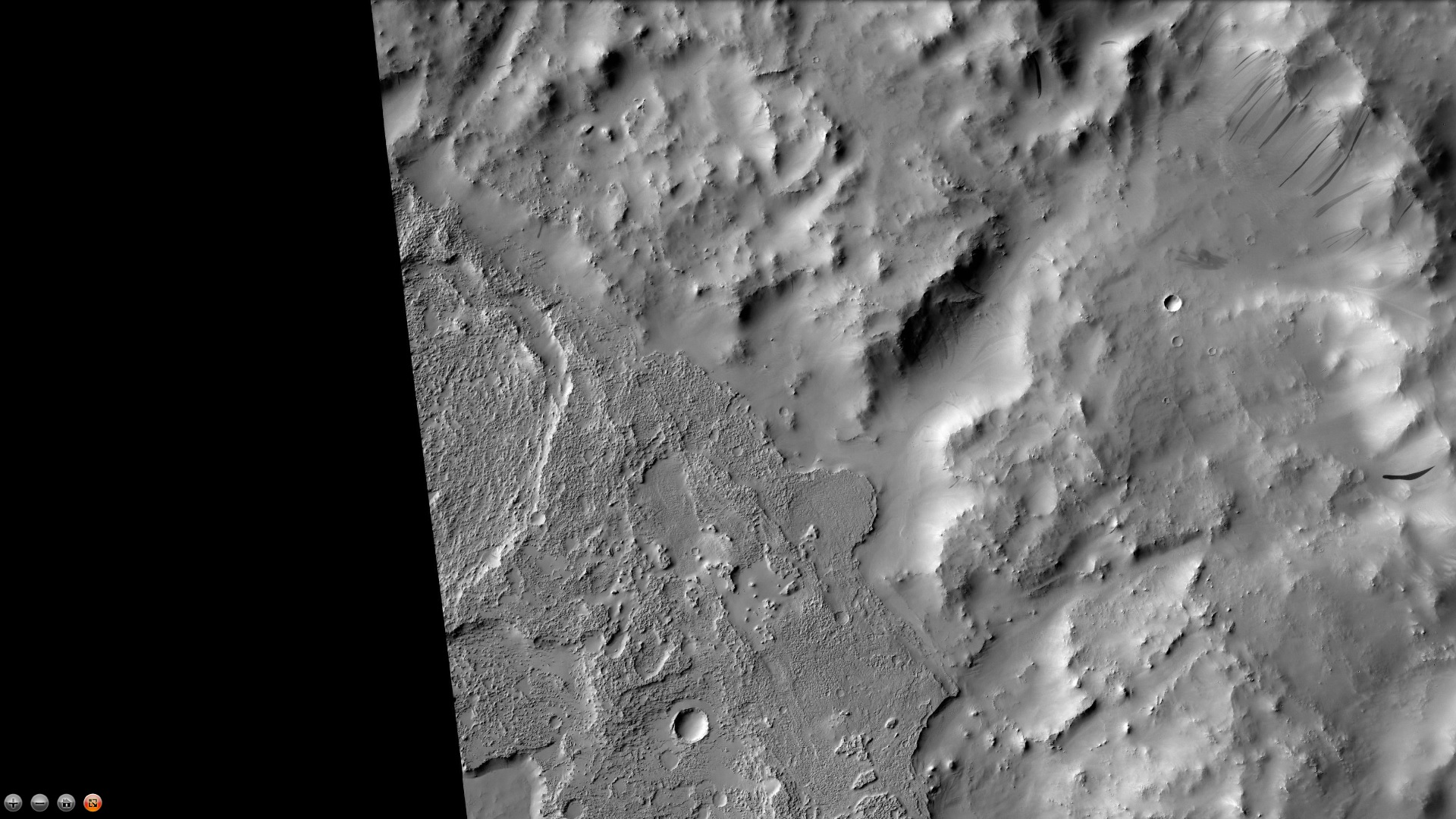
火星勘测轨道飞行器背景相机拍摄的让桑陨击坑东北侧坑壁上的岩层和暗坡条纹，注：这是前一幅图像的放大版。

让桑陨击坑（Janssen）是火星阿拉伯区的一座撞击坑，其中心坐标位于北纬2.7度、西经322.4度处，直径154公里，该特征名称取自法国天文学家皮埃尔·朱尔·塞萨尔·让桑(1824年-1907年），1973年被国际天文联合会批准接受。 
下面部分陨击坑特写照片显示了坑底沉积物中的分层以及暗坡条纹，条纹颜色越深越年轻，让桑陨击坑坑底的岩层可能形成于湖底。

## 另请查看
- 火星撞击坑